# Vriesea heliconioides
Vriesea heliconioides är en gräsväxtart som först beskrevs av Carl Sigismund Kunth, och fick sitt nu gällande namn av William Jackson Hooker och Wilhelm Gerhard Walpers. Vriesea heliconioides ingår i släktet Vriesea och familjen Bromeliaceae. Inga underarter finns listade i Catalogue of Life.

## Bildgalleri

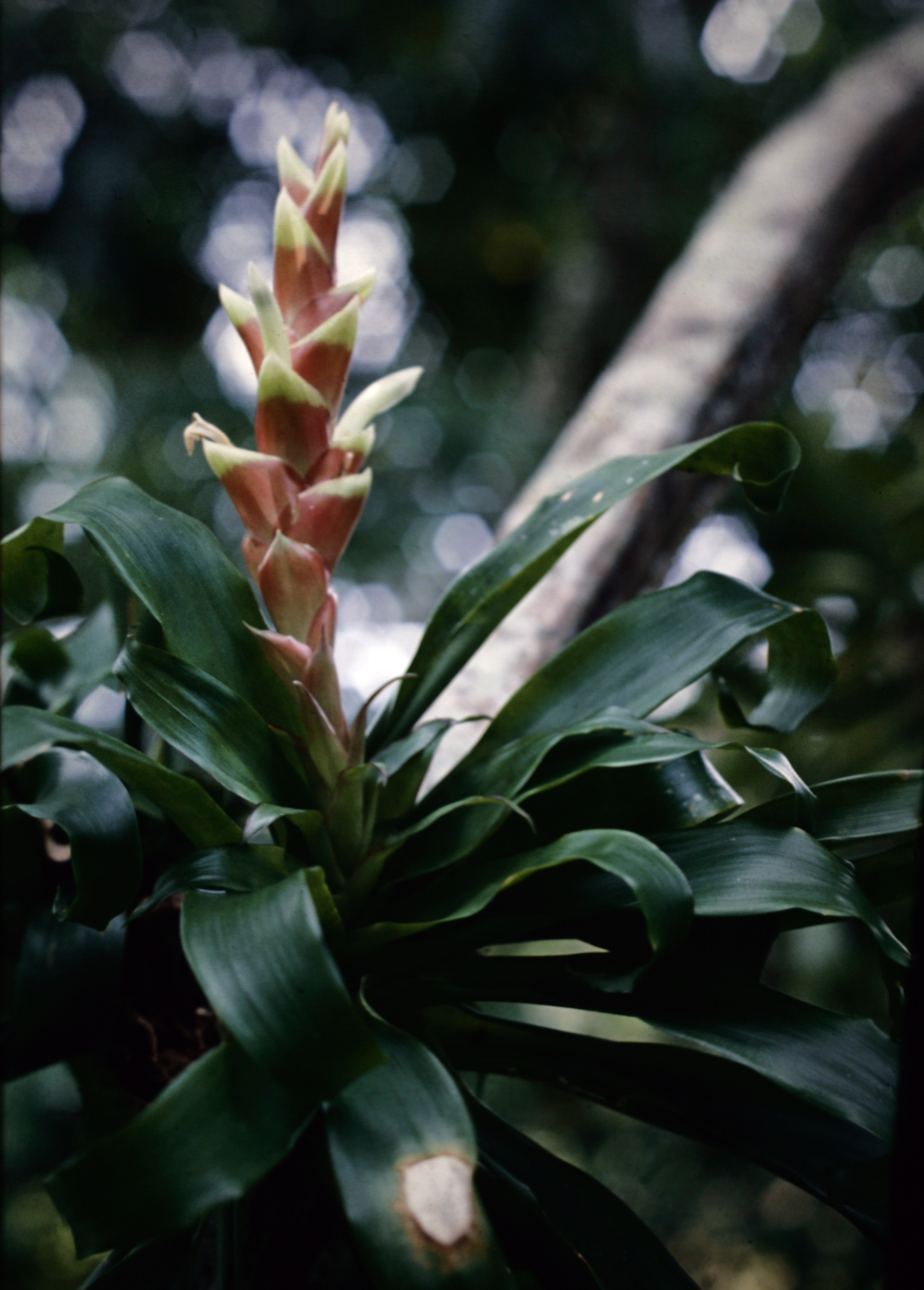
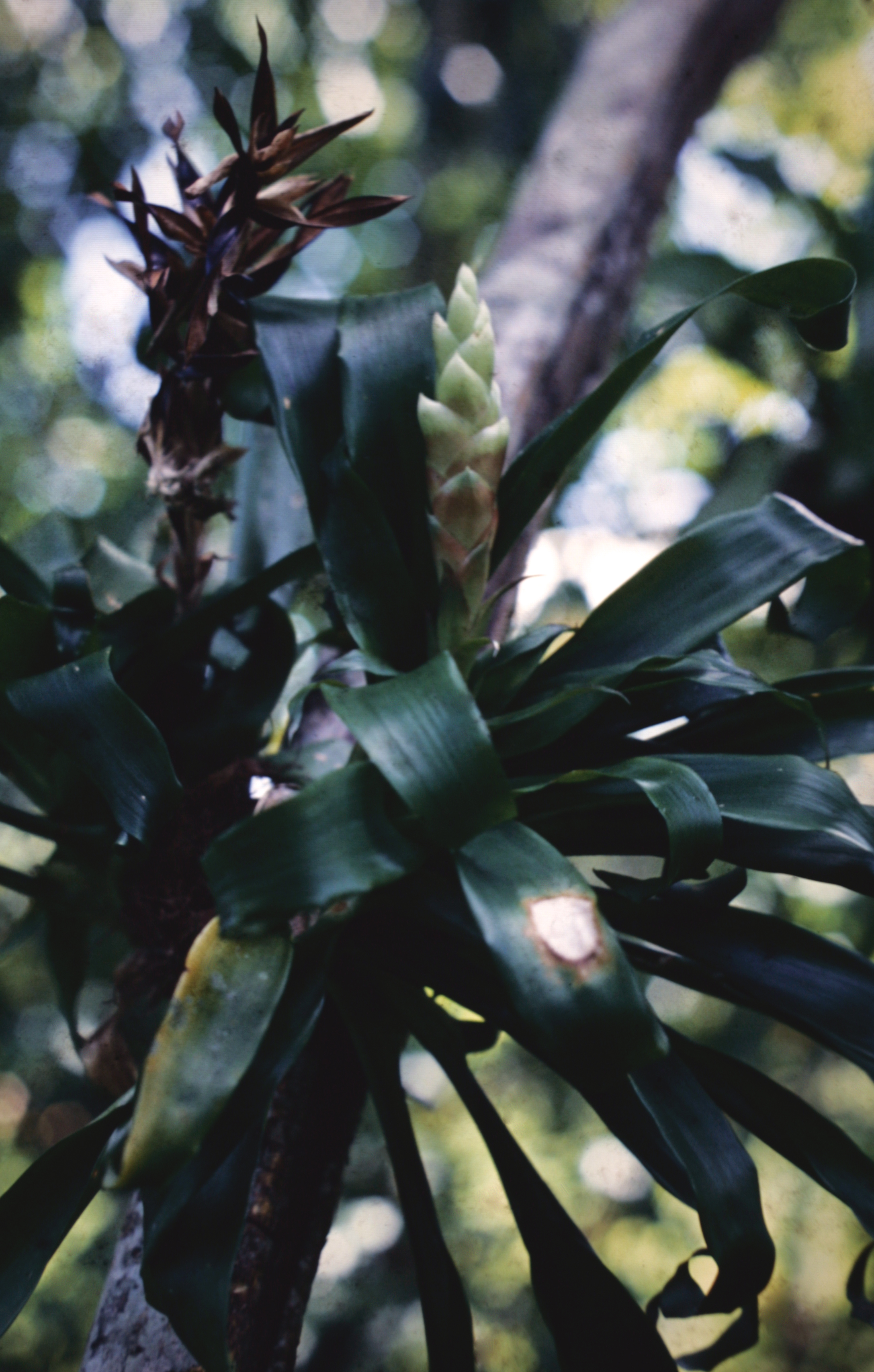
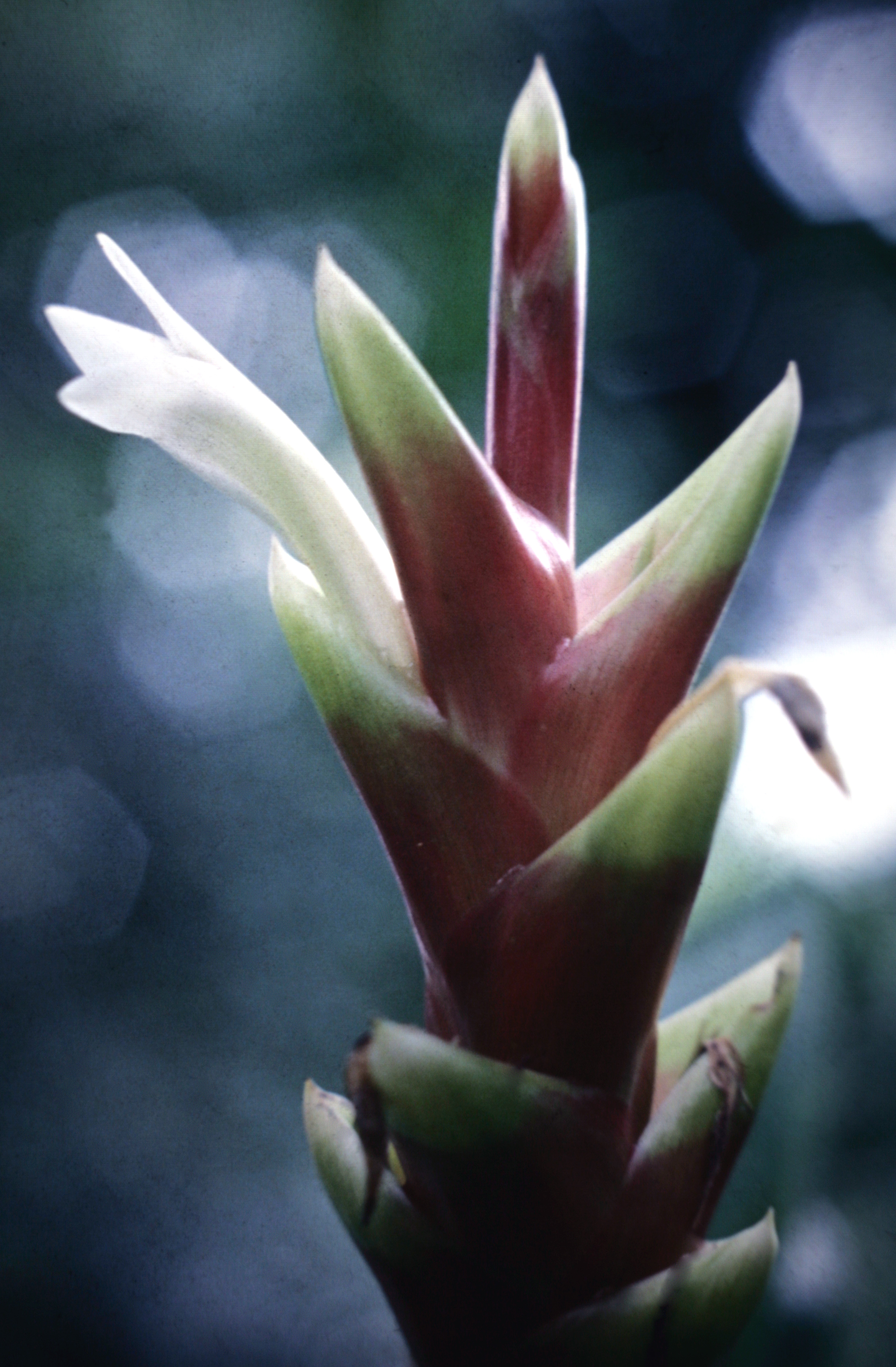